# Osrblie
Osrblie (allemand : Zährenbach) est un village de Slovaquie situé dans la région de Banská Bystrica.
Ce site est notamment utilisé pour les épreuves de biathlon de la Coupe du monde et accueilli les Championnats du monde 1997.

## Histoire
Première mention écrite du village en 1622.

## Démographie

### Évolution de la population
| Année:               | 1994. | 2004.   | 2014.   | 2024.   |
| -------------------- | ----- | ------- | ------- | ------- |
| Nombre de personnes: | 379   | 384     | 379     | 343     |
| Différence:          |       | +1,31 % | -1,30 % | -9,49 % |

| Année:               | 2023. | 2024. |
| -------------------- | ----- | ----- |
| Nombre de personnes: | 350   | 343   |
| Différence:          |       | -2 %  |